# Typhlops ocularis
Typhlops ocularis este o specie de șerpi din genul Typhlops, familia Typhlopidae, descrisă de William Kitchen Parker în anul 1927. Conform Catalogue of Life specia Typhlops ocularis nu are subspecii cunoscute.